# Makoua
Makoua es una localidad de la República del Congo, constituida administrativamente como un distrito del departamento de Cuvette en el centro-norte del país.
En 2011, el distrito tenía una población de 21 910 habitantes, de los cuales 10 567 eran hombres y 11 343 eran mujeres.
La localidad fue fundada en 1933 como misión por la Congregación del Espíritu Santo, bajo la dirección del vicario apostólico Firmin Guichard.
Se ubica sobre la línea ecuatorial a orillas del río Likouala-Mossaka, unos 70 km al norte de Owando sobre la carretera N2 que lleva a Ouesso. Al oeste de la localidad sale la carretera P40, que lleva a Kéllé pasando por Etoumbi.